# 红庙坡街道
红庙坡街道，是中华人民共和国陕西省西安市蓮湖區下辖的一个乡镇级行政单位。

## 行政区划
红庙坡街道下辖以下地区：
青门社区、红西村社区、大兴东路社区、白家口社区、工农新村社区、纸坊南村社区、星火社区、送变电社区、丰禾社区、火西村社区、纸坊村社区、红庙坡村社区、丰禾村社区、白家口兴苑社区和北火巷社区。